# Adrian Lambert
Adrian Lambert (Brighton, Inglaterra, 26 de abril de 1972) es un bajista y compositor británico actualmente involucrado en las bandas de thrash metal Biomechanical y en la banda de rock progresivo Son of Science. En un pasado estuvo involucrado con la banda de power metal y speed metal DragonForce.

## Con DragonForce
Tuvo el puesto de bajista de DragonForce hasta el fin de la gira del álbum Sonic Firestorm, debido a que quería criar a su hijo que acababa de nacer, por lo que dejó la banda en medio de la producción del tercer álbum, Inhuman Rampage, en 2006, cediéndole el lugar al que sería su nuevo bajista permanente, Frédéric Leclercq.

## Técnica
Lambert es conocido por su manera rápida de tocar el bajo utilizando una técnica de tres dedos. Al tocar la guitarra eléctrica se reconoce su estilo de solos de bajo y por usar técnicas de slap de dos dedos.
Además, suele tocar bajos de 6 cuerdas.